# Gustav Nyquist
Gustav Nyquist (Halmstad, 1º settembre 1989) è un hockeista su ghiaccio svedese.

## Palmarès

### Olimpiadi
- 1 medaglia:
  - 1 argento (Sochi 2014)

### Mondiali
- 2 medaglie:
  - 1 oro (Danimarca 2018)
  - 1 bronzo (Bielorussia 2014)